# Koreai italok listája
A koreai italok listája a hagyományos és modern, Koreához szorosan kapcsolódó italokat tartalmazza. A márkanevek dél-koreaiak, amennyiben külön nincsenek jelölve.

## Alkoholos italok
- szodzsu (소주):[1]

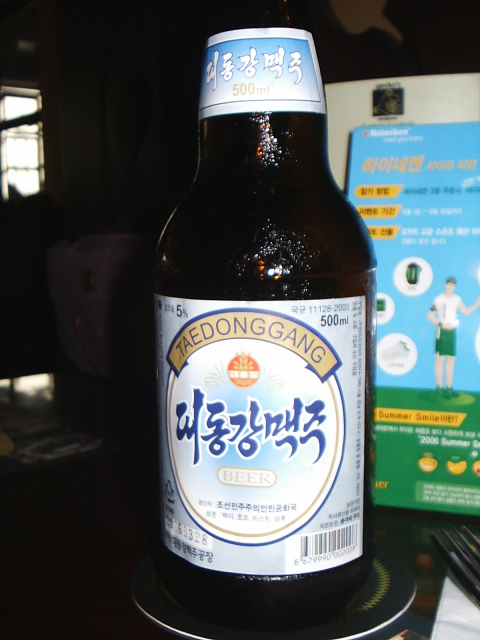
Taedonggang, észak-koreai sör

  - Jinro, a világ legtöbbet eladott szeszesitala[2]
  - szomek, sör és szodzsu keveréke
- pekszedzsu (백세주): a „százéves alkohol”, 13% alkoholtartalommal, gyógynövényekkel és gyökerekkel (ginzeng, gyömbér) ízesítve[1][3]
- jakcsu (약주) vagy cshongdzsu (청주): gőzön főtt rizsből Aspergillus oryzae-kultúrával erjesztett, szűrt ital[4][5]
  - popcsu (법주): hagyományos cshongzsu Kjongdzsu városából[6]
  - tukjondzsu (두견주): azáleával ízesített, a kulturális örökség részének nyilvánították[7][8]
- makkolli (막걸리) vagy thakcsu (탁주): szűretlen jakcsu[9]
- inszamdzsu (인삼주): gyógyhatásúnak mondott erjesztett szeszes ital ginzenggel[10]
- munbedzsu (문배주): búza, köles és tarka cirok párlata[11]
- pokpundzsa csu (복분자주): fekete málnából (Rubus coreanus) készülő gyümölcsbor[12]

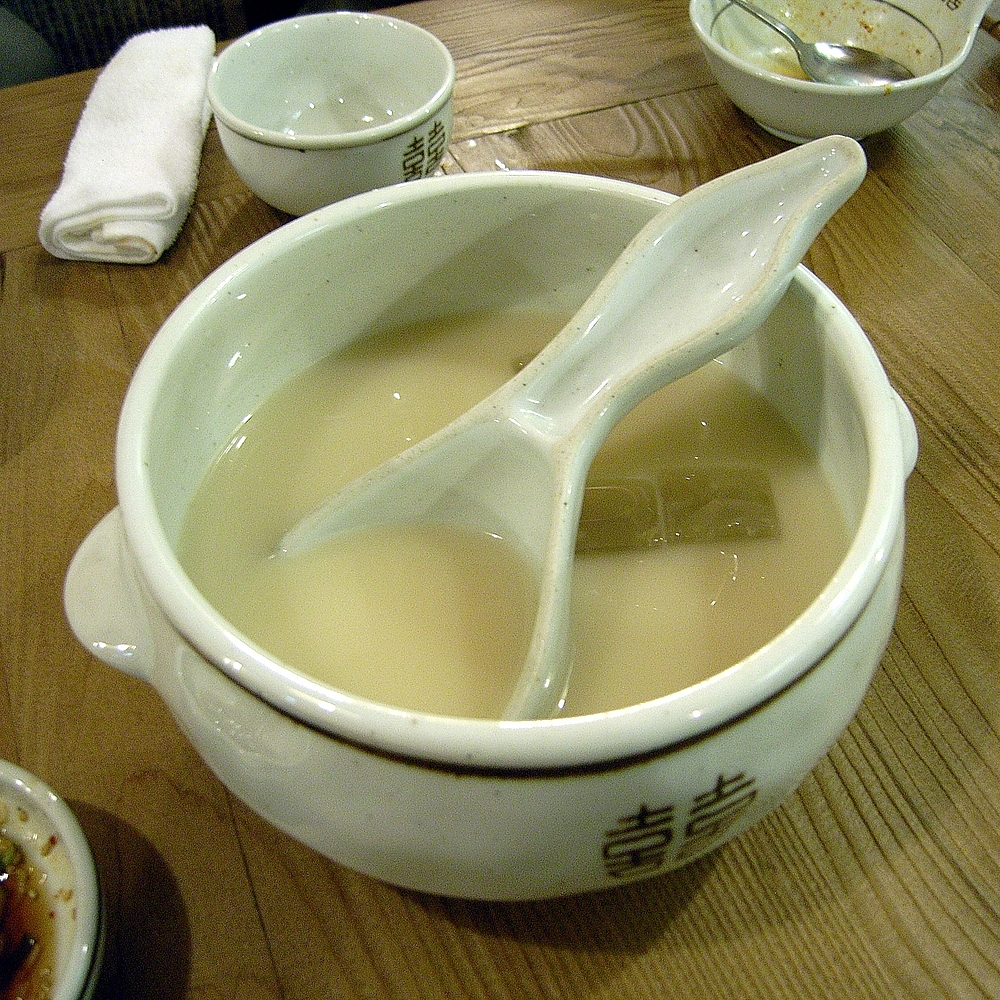
makkolli
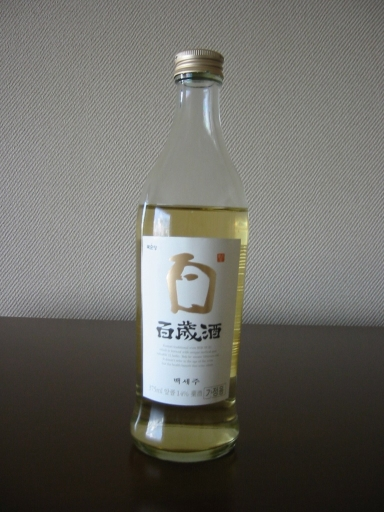
pekszedzsu

### Sörök
- Oriental Brewery, Dél-Korea első számú sörgyártója, márkái közé tartozik az OB és a Cass.[13]
- Hite, Dél-Korea egyik vezető sörmárkája[14]
- Taedonggang, észak-koreai sör[14]

## Alkoholmentes italok

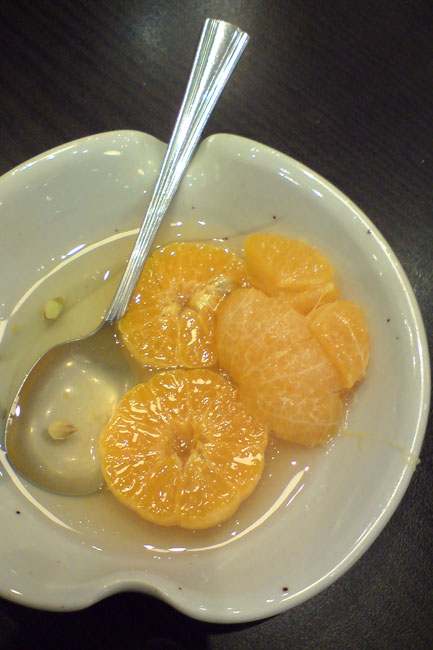
hvacshe

### Hagyományos
A hagyományos, alkoholmentes italok összefoglaló neve umcshongnju (음청류), amiből közel 200 fajta létezik. Tipikusan a következő italokat különböztetik meg:
- csha (차; tea)
- thang (탕, forralt víz)
- csang (장, erjesztett, savanyú gabonalé)
- szukszu (숙수, pörkölt rizsből készített tea)
- kalszu (갈수, gyümölcsléből és gyógynövényekből)[17]
- hvacshe (화채, gyümölcsbólé)
- sikhje (식혜, rizsből)
- szudzsonggva (수정과, gyömbérből és fahéjból)
- milszu vagy kkulmul (밀수, 꿀물, mézes ital)
- csup (즙, gyümölcslé)
- tej

### Modern
- 815 Cola: már nem gyártják; a név augusztus 15-re utal, a japán uralom végére Dél-Koreában[18]
- Chilsung Cider: a Lotte gyártja, édes szénsavas üdítőital[19]
- Milkis: tejalapú, szénsavas üdítőital, amit 1989-ben Chow Yun-fat reklámozott nagy sikerrel. Szintén a Lotte gyártja.[20]
- Bacchus-F és Bacchus-D: szénsavmentes energiaital[21]
- judzsa csha (유자 차): citrusszeletek (juzu, C. ichangensis × C. reticulata var. austera) mézben, üvegben kapható, a tea készítéséhez forró vízbe kell tenni.[22]

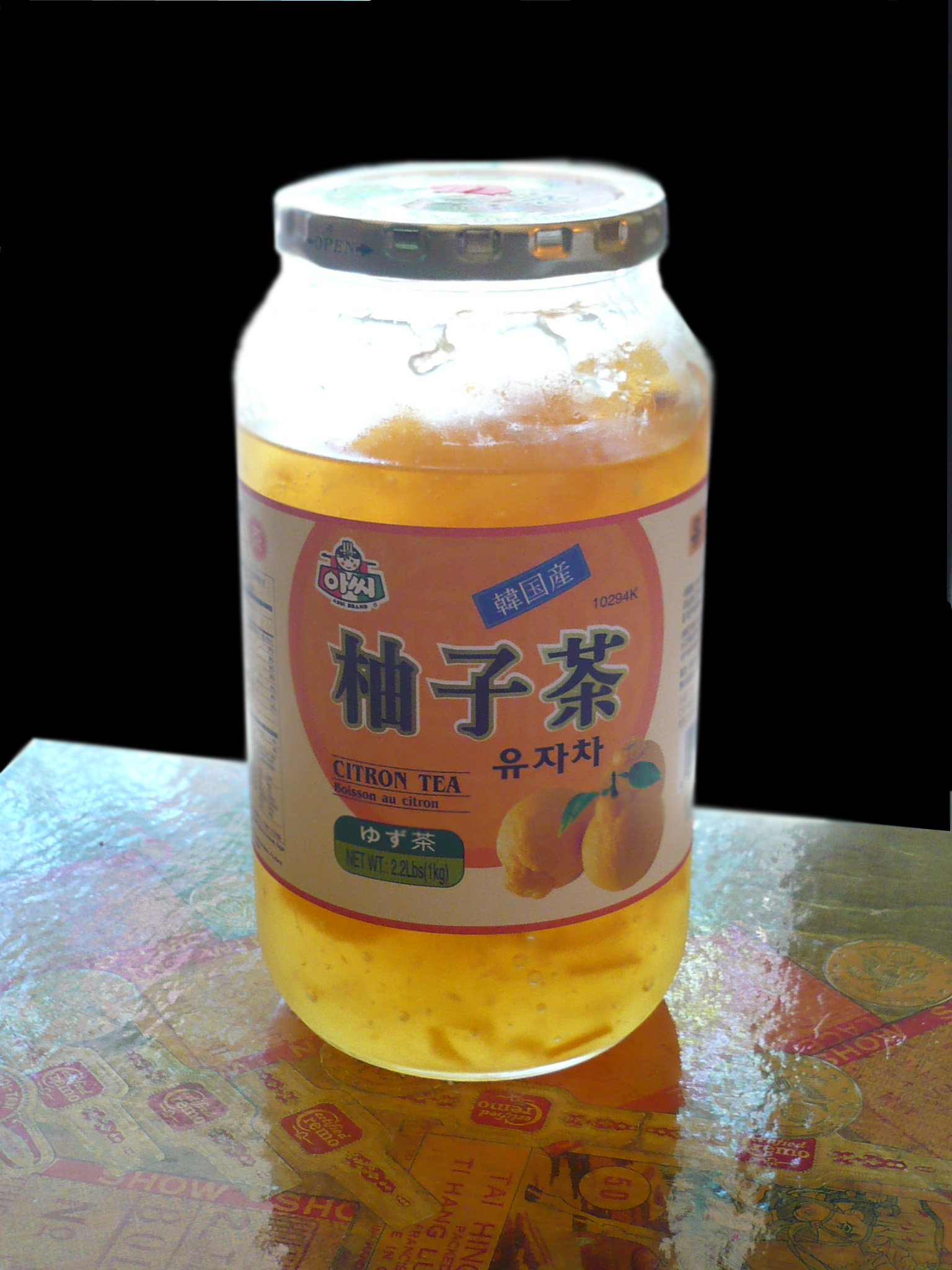
judzsa csha